# Normunds Miezis
Normunds Miezis (* 11. Mai 1971 in Olaine) ist ein lettischer Schachmeister.

## Erfolge
Miezis wurde 1991 und 2006 lettischer Einzelmeister.
Miezis siegte oder belegte vordere Plätze in mehreren Turnieren: 1.–2. Platz beim Großmeister-Turnier in Schöneck, geteilt mit Peter Enders (1996), 2.–9. Platz beim Keres Memorial in Tallinn (1998), 2.–4. Platz beim Troll Masters in Gausdal (1999), 1. Platz beim Masters in Gonfreville (1999), 1. Platz beim Turnier in Dianalund (2000), 1.–2. Platz beim 4. Golden Cleopatra Open in Kairo (2000), 3. Platz beim Turnier 5. United Insurance in Dhaka, Bangladesch (2001), 2. Platz bei der Offenen Meisterschaft Norwegens in Oslo (2001), 2. Platz beim Classics GM-Turnier in Gausdal (2001), 3.–9. Platz beim Keres Memorial in Tallinn (2001), 1. Platz beim Classics IM-B Turnier in Gausdal (2002), 1. Platz beim Classics IM Turnier in Gausdal (2003), 1. Platz beim Turnier in Bogny-sur-Meuse (2003), 1.–2. Platz beim Open in Seefeld (2004), 1. Platz beim Nordea Cup in Dianalund (2005), 1. Platz beim Otto Gurth von Ibenfeldt Memorial in Gausdal (2006), 2. Platz beim Keres Memorial B in Tallinn (2007), 1. Platz beim GM Turnier in Reykjavík (2007), 2.–3. Platz beim University Cup in Kaunas (2009) und 2. Platz beim Aivars Gipslis Memorial in Riga (2012). Zu den bekannten Partien von Miezis gehört ein – unter Großmeistern heute recht seltener – Mattsieg im 88. Zug gegen David Navara bei der Europäischen Mannschaftsmeisterschaft 2011.
Internationaler Meister wurde er 1993, seit 1997 trägt er den Großmeister-Titel.

## Nationalmannschaft
Mit der lettischen Nationalmannschaft nahm Miezis von 1998 bis 2014 an allen neun Schacholympiaden teil. Außerdem nahm er 1997, 1999, 2001, 2011 und 2015 an den Mannschaftseuropameisterschaften teil und erreichte 1999 am dritten Brett das zweitbeste Einzelergebnis.

## Vereine
In Lettland spielte Miezis für die Mannschaft von Baltika Liepāja, mit der er 1997 am European Club Cup teilnahm. In der deutschen Schachbundesliga spielte er von 2005 bis 2007 und erneut von 2008 bis 2011 für die Schachfreunde Berlin, in der norwegischen Eliteserien von 2006 bis 2013 für den Moss Schakklub, mit dem er 2009 norwegischer Mannschaftsmeister wurde und am European Club Cup teilnahm. In der belgischen Interclubs spielte Miezis in der Saison 2017/18 für Cercle des Echecs de Charleroi, in der französischen Top 12 trat er 2019 für Orcher la Tour Gonfreville an, und in der schwedischen Elitserien spielt er seit 2018 für den Västerås SK.